# Janez Lenarčič
Janez Lenarčič (6 novembre 1967) è un diplomatico sloveno, nominato commissario europeo per la gestione delle crisi nella Commissione von der Leyen I.
È stato direttore dell'Ufficio per le istituzioni democratiche e i diritti umani all'interno dell'Organizzazione per la sicurezza e la cooperazione in Europa (OSCE). 

## Biografia
Lenarčič si è laureato in diritto internazionale presso l'Università di Lubiana, nel 1992.
Lenarčič è entrato nel servizio straniero sloveno nel 1992. Il suo primo incarico nel 1994-1999 fu presso la Missione della Slovenia presso le Nazioni Unite a New York . Dal 2000 al 2001 Lenarčič ha lavorato come consigliere del ministro degli Esteri e del primo ministro Janez Drnovšek . Dal 2002 al 2003 è stato segretario di stato nell'ufficio del primo ministro. Lenarčič è stato ambasciatore della Slovenia presso l'Organizzazione per la sicurezza e la cooperazione in Europa (OSCE) a Vienna dal 2003 al 2006 e ha presieduto il Consiglio permanente dell'OSCE nel 2005 durante la presidenza slovena. Dal 2006 al 2008 Lenarčič è stato segretario di Stato per gli affari europei, rappresentando la Slovenia durante i negoziati del trattato di Lisbona nel 2007 e successivamente la presidenza slovena del Consiglio dell'UE al Parlamento europeo nel 2008.  Si è trasferito a Varsavia come direttore dell'Ufficio per le istituzioni democratiche e i diritti umani (ODIHR) fino al 2014.  Nel 2014 è stato nominato segretario di stato nel Governo Cerar.  Nel 2016 si è trasferito a Bruxelles come rappresentante permanente della Slovenia presso l'UE.
Nel 2019 Lenarčič è stato nominato dal primo ministro Marjan Šarec (Renew Europe) per la carica di commissario europeo della Slovenia nella Commissione guidata da Ursula von der Leyen .

## Riconoscimenti
Lenarčič ha ricevuto il più alto riconoscimento della Francia, la Légion d'honneur.